# 藤本勇氣
藤本勇氣（1981年5月1日—），日本漫畫家。

## 作品
- 身邊的眼鏡男孩、全2冊、原名
- 閃亮銀河町商店街、全10冊、原名
- 回家之歌、第1~6冊
- 超商天使、短篇集